# Pollák Antal
Pollák Antal (Szentes, 1865. március 29. – Budapest, 1943. március 30.) feltaláló.

## Élete
Édesapja, Pollák Sándor a város főorvosaként az 1873-as kolerajárvány megfékezésén dolgozott, amiért megyei főorvossá nevezték ki; közreműködött a Szentesi Kórház megalapításában.
Pollák Antal tanulmányait Szentesen kezdte, majd a grazi kereskedelmi és ipari akadémián folytatta. Ezt követően gabonakereskedéssel kezdett foglalkozni. Munkája mellett, kedvtelésként, rendszeresen folytatott optikai, elektrotechnikai és vegyészeti kísérleteket, illetve saját készítésű távcsövével csillagászati megfigyeléseket végzett.
1895-ben készítette el teleautográfnak nevezett képtávíróját. Ezt követően az Egyesült Villamossági Rt-nél fejlesztette tovább találmányát, Virág József mérnökkel közösen.
1899-re elkészítették a gyorstávírót, mely óránként 70 000 szó továbbítására volt alkalmas morzejelekkel. 1901-re továbbfejlesztették találmányukat, mely így latin betűs szöveget tudott továbbítani. 1903-ban – Virág József halála után – a Magyar Tudományos Akadémia Wahrmann Mór-éremmel tüntette ki a feltalálókat.
A gyorstávíró Magyarországon nem került bevezetésre és külföldön is csak népszerűsítő előadásokat tartott. 1906-ban létrehozott társaság fejlődését, a találmány elterjesztését megakasztotta, majd végleg meghiúsította az első világháború kitörése.

## Találmányai

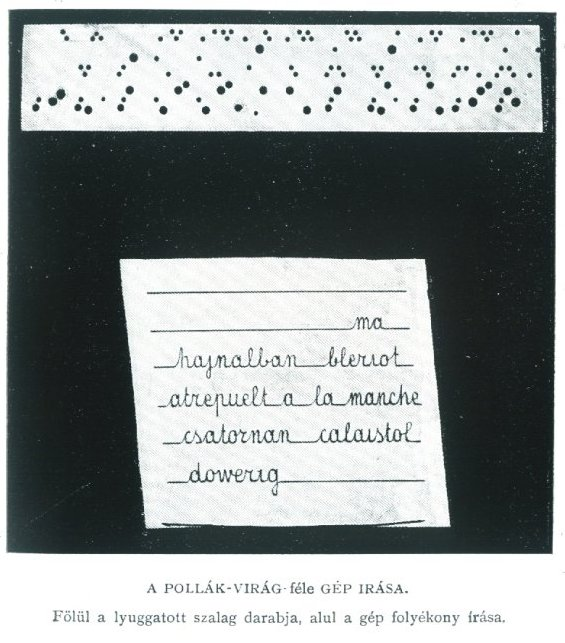
A Pollák-Virág-féle gép írása - Korunk találmányai, 1910.

Olvasmányélménye alapján kezdett el foglalkozni a képátvitel lehetőségeivel. Elgondolásának lényege az volt, hogy a telefonmembránra erősített tükörrel lehetne fényjeleket átvinni egyik helyről a másikra. Végül nem képeknek, hanem az írásjeleknek az átviteli módját sikerült megoldania – elvileg. A gyakorlati megvalósításhoz Virág József gépészmérnökkel szövetkezett. Először morze-jelek átvitelét oldották meg, mégpedig óránként 80-100 ezer szó sebességgel – az addig elért sebesség tízszeresével.
A sikeres bemutatók után oly módon fejlesztették tovább a berendezést, hogy morze-jelek helyett folyóírást lehetett vele továbbítani. A gyakorlati alkalmazás sorozatos balszerencsés események – a finanszírozó amerikai bank csődje, a feltaláló-társ, Virág halála – miatt nem történt meg. A magyar postaigazgatóság nem tartott igényt az új találmányra, mivel az akkori körülmények között ekkora átviteli sebességre nem volt szükség.
Franciaországban Pollák igazgatásával részvénytársaság alakult a gyorstávíró bevezetésére. A kezdetben sikertörténetnek induló kezdeményezésnek azonban az első világháború vetett véget: Pollákot, mint ellenséges állam polgárát kiutasították, vállalatát felszámolták.
A feltaláló 1934-ben könyvet írt ígéretes, de alkalmazásra nem került alkotásáról. A készülékkel elért információ-átviteli sebességet még fél évszázadig sehol sem tudták túlszárnyalni, a nagy ötlet mégis csak kuriózumként, nyomtatásban – többek között a szabadalmi iratok lapjain – maradt fenn.

## Emlékezete
Pollák Antal nevét viseli Szentes informatikai iskolája is.